# Grand Prix der Chöre
Der Grand Prix der Chöre ist ein Musikwettbewerb in Deutschland, bei dem Chöre aus den einzelnen Bundesländern zum Gesangswettstreit antreten. Er wurde vom ZDF 2007 zum ersten Mal veranstaltet und 2008 erneut durchgeführt.

## Grand Prix der Chöre 2007
Der erste Grand Prix der Chöre fand am 7. Juni 2007 in Köln statt. Für diese Veranstaltung hatten sich zunächst insgesamt 550 Chöre beworben. Davon wurden 150 zu fünf großen bundesweiten Castings eingeladen. Für das Finale, einer Live-Sendung des ZDF, die von Carmen Nebel moderiert wurde, verblieben schließlich noch 16 Chöre, aus jedem Bundesland Deutschlands ein Chor. Diese stellten sich einer Jury, bestehend aus Gotthilf Fischer, Patrick Lindner und der Frontsängerin der Band Texas Lightning, Jane Comerford und dem Fernsehpublikum zur Wahl des besten Chores. Die Fernsehzuschauer konnten nach Vorstellung aller 16 Titel per TED entscheiden.
Sieger wurde der Kammerchor Wernigerode, ein Chor, bestehend aus ehemaligen Sängerinnen und Sängern des Rundfunk-Jugendchores Wernigerode und des Mädchenchores Wernigerode, mit dem Titel „Bacarole“, der sich damit einen Plattenvertrag ersang.

### Die Platzierungen 2007
| Platz | Bundesland             | Chor                                       | Titel                                       | Prozente |
| ----- | ---------------------- | ------------------------------------------ | ------------------------------------------- | -------- |
| 1.    | Sachsen-Anhalt         | Kammerchor Wernigerode                     | Barcarole                                   | 18,2 %   |
| 2.    | Bremen                 | Prayers and Preachers                      | I Will Follow Him (aus dem Film Sister Act) | 11,1 %   |
| 3.    | Thüringen              | Gospelrock Chor                            | We are The World                            | 10,5 %   |
| 4.    | Baden-Württemberg      | Kammerchor Helmholtz-Gymnasium Karlsruhe   | Gefangenenchor aus Nabucco                  | 9,9 %    |
| 5.    | Sachsen                | Sächsischer Bergsteigerchor Kurt Schlosser | La Montanara                                | 8,9 %    |
| 6.    | Brandenburg            | Popchor TF                                 | Viva Las Vegas                              | 6,2 %    |
| 7.    | Saarland               | Saarknappenchor                            | Kein schöner Land                           | 6,1 %    |
| 8.    | Nordrhein-Westfalen    | MGV Eufonia                                | Ein Freund, ein guter Freund                | 5,8 %    |
| 9.    | Niedersachsen          | Tostedt Community Gospel Choir             | Down by the Riverside                       | 4,8 %    |
| 10.   | Bayern                 | Harmunichs                                 | Er gehört zu mir                            | 3,3 %    |
| 11.   | Hessen                 | Vocalive                                   | Something stupid                            | 3,2 %    |
| 12.   | Berlin                 | Jazz Vocals                                | What a wonderful World                      | 3,1 %    |
| 13.   | Schleswig-Holstein     | Jazzica                                    | Diamonds Are a Girl’s Best Friend           | 2,7 %    |
| 14.   | Mecklenburg-Vorpommern | De Schweriner Klönköpp                     | What shall we do with a drunken Sailor      | 2,6 %    |
| 15.   | Rheinland-Pfalz        | Vocalis                                    | Ohne dich                                   | 2,4 %    |
| 16.   | Hamburg                | Stimmige Verhältnisse                      | Rote Lippen                                 | 1,2 %    |

## Grand Prix der Chöre 2008
Der zweite Grand Prix der Chöre fand am 13. August 2008 in Köln statt. Aus jedem der 16 Bundesländer Deutschlands bewarb sich ein Chor für diesen Musikwettbewerb. Die ZDF-Zuschauer hatten dann online abgestimmt, wer sich beim großen Fernsehfinale präsentieren durfte. So reduzierte sich die Zahl auf acht Finalisten. Das Finale, eine Live-Sendung des ZDF, wurde von Carmen Nebel moderiert. Die Chöre stellten sich einer Jury, bestehend aus Jane Comerford, Alexander Goebel und Mike Krüger und dem Fernsehpublikum zur Wahl des besten Chores. Die Fernsehzuschauer konnten nach Vorstellung aller acht Titel per TED entscheiden.
Sieger wurde die Formation „HeartChoir“ (Chorleiterin Julia Barbig) aus Wetter in Nordrhein-Westfalen mit dem Titel „Reach Out“.

### Die Platzierungen 2008
| Platz | Bundesland                          | Chor                       | Titel                         | Prozente |
| ----- | ----------------------------------- | -------------------------- | ----------------------------- | -------- |
| 1.    | Nordrhein-Westfalen (Wetter (Ruhr)) | „HeartChoir“               | Reach Out                     | 40,7 %   |
| 2.    | Bremen                              | „BMC and friends“          | An der schönen blauen Donau   | 17,1 %   |
| 3.    | Mecklenburg-Vorpommern (Rostock)    | Celebrate                  | Danke für die Lieder          | 10,8 %   |
| 4.    | Schleswig-Holstein (Elmshorn)       | Young Spirits Gospel Choir | Ain’t no mountain high enough | 9,2 %    |
| 5.    | Saarland (Friedrichsthal (Saar))    | Chorwurm                   | Fame                          | 7,1 %    |
| 6.    | Bayern (Weiherhammer)               | Hope and Joy               | I say a little prayer         | 6,3 %    |
| 7.    | Baden-Württemberg (Ludwigsburg)     | Abendsterne-Der Junge Chor | Sonderzug nach Pankow         | 5,5 %    |
| 8.    | Rheinland-Pfalz (Puderbach)         | Conbrios                   | Volare                        | 3,3 %    |